# Haßmersheim
Haßmersheim – miejscowość i gmina w Niemczech, w kraju związkowym Badenia-Wirtembergia, w rejencji Karlsruhe, w regionie Rhein-Neckar, w powiecie Neckar-Odenwald, siedziba wspólnoty administracyjnej Haßmersheim. Leży nad Neckarem, ok. 6 km na południe od Mosbach, przy drodze krajowej B37 i linii kolejowej Mannheim-Heilbronn-Stuttgart.

## Współpraca
Miejscowości partnerskie:
- Chartres-de-Bretagne, Francja
- Oderwitz, Saksonia